# Centrale électrique d'Augst-Wyhlen
La centrale électrique d'Augst-Wyhlen est un complexe situé sur le Rhin et regroupant un barrage alimentant deux centrales hydroélectriques, ainsi qu'une écluse. Il est situé à la frontière entre la Suisse et l'Allemagne.

## Situation géographie
Le complexe est situé près de l'embouchure de l'Ergolz dans le Rhin, à la frontière suisse sur la rive gauche sur la commune d'Augst dans le canton de Bâle-Campagne et allemande sur la rive droite avec la commune de Wyhlen.

## Histoire

L'ensemble de l'installation en 1925.

Les deux barrages hydroélectrique d'Augst et de Wyhlen sont construits simultanément entre 1908 et 1912. La société responsable du barrage d'Augst est la Kraftwerk Augst AG (KWA), un membre d'Axpo appartenant pour 80 % à la société AEW Energie AG du canton d'Argovie et pour 20 % au canton de Bâle-Campagne. La société responsable de celui de Wyhlen est la Energiedienst Holding AG qui appartient (en 2003) à 76 % à EnBW.

## Écluse

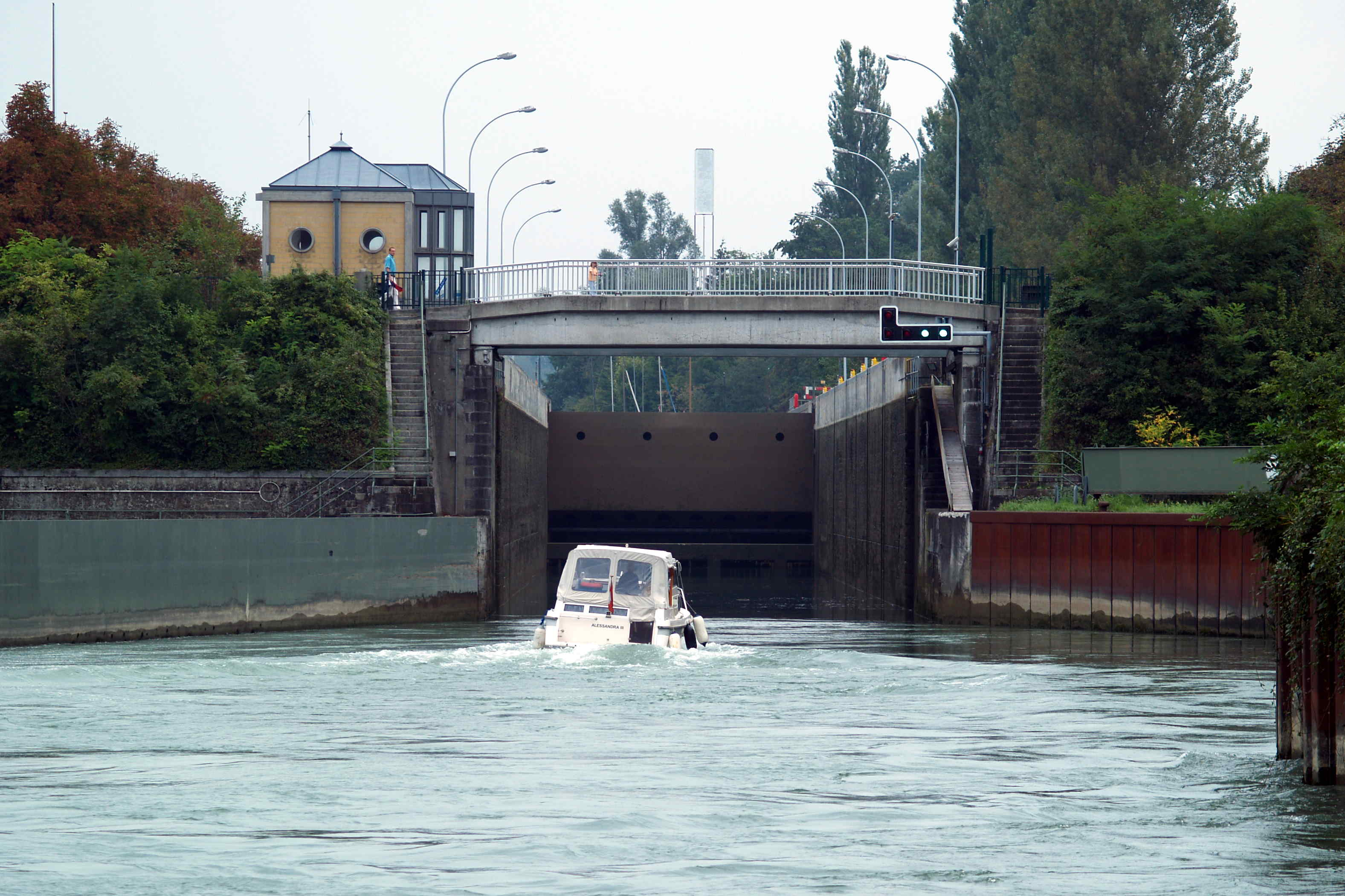
Entrée d'un bateau dans l'écluse

L'écluse d'origine est remplacée en 1992 par une nouvelle construction de 110 mètres de long, contre 88 mètres à l'ancienne, pour un coût total d'environ 200 millions de francs suisses. Cette écluse est la dernière du Haut-Rhin et est totalement télécommandée. Sur le côté de l'écluse est installée une échelle à poissons qui permet aux espèces du Rhin de remonter celui-ci pour la ponte.

## Données techniques
Le barrage a une longueur totale de 212 mètres et 10 vannes, chacune de plus de 100 tonnes. Les deux usines comprenaient chacune à l'origine 10 groupes de turbines Francis dont 7 ont été transformés en groupes de turbines Kaplan pour Augst et 6 pour Wyhlen.

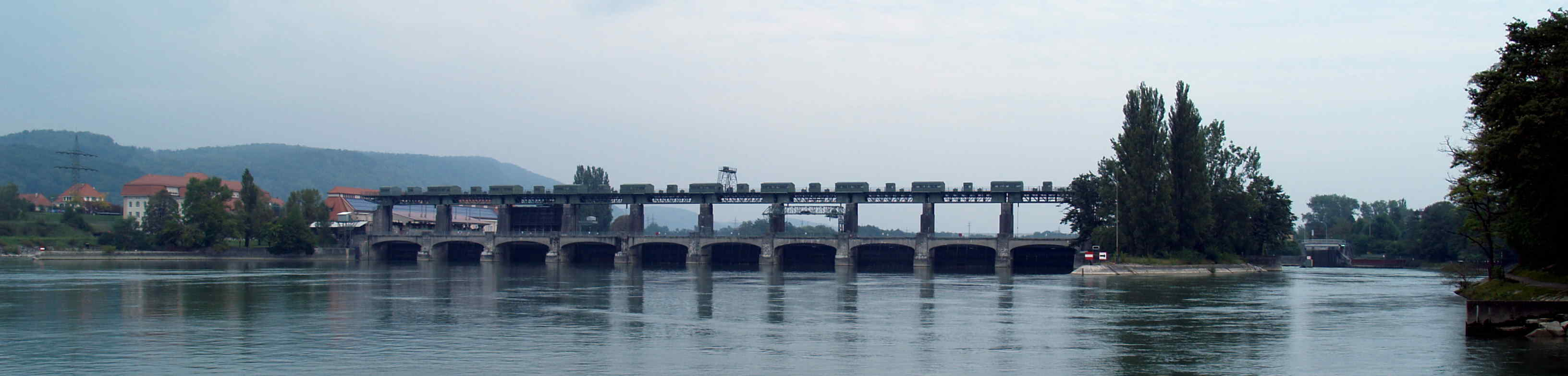
Vue générale du complexe, de droite à gauche : l'écluse, la centrale d'Augst (cachée par les arbres), le barrage et la centrale de Wyhlen

## Source
- (de) Cet article est partiellement ou en totalité issu de l’article de Wikipédia en allemand intitulé « Staustufe Augst/Wyhlen » (voir la liste des auteurs).